# Frederick Stanley

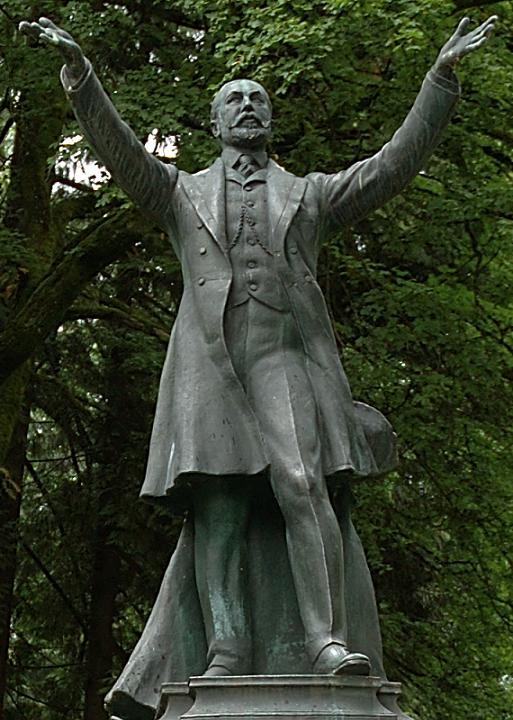
Pomnik lorda Stanleya w Vancouver

Frederick Arthur Stanley, 16. hrabia Derby, również Lord Stanley of Preston KG, GCB, GCVO (wym. [ˈfɹɛdɹɪk ˈɑːθə ˈstænli]; ur. 15 stycznia 1841 w Londynie, zm. 14 czerwca 1908 w Holwood w hrabstwie Kent) – brytyjski polityk, w latach 1878–1880 brytyjski minister wojny, a w latach 1888–1893 gubernator generalny Kanady. Dziś pamiętany przede wszystkim jako fundator Pucharu Stanleya, najważniejszego trofeum w północnoamerykańskim hokeju na lodzie.

## Życiorys
Był młodszym synem Edwarda Stanleya, 14. hrabiego Derby, trzykrotnego premiera Wielkiej Brytanii, i Emmy Bootle-Wilbraham, córki 1. barona Skelmersdale. Ukończył Eton College i Królewską Akademię Wojskową w Sandhurst, ale pozycja jego rodziny na salonach władzy sprawiła, że szybko porzucił wojsko dla polityki.
W 1865 został wybrany do Izby Gmin z ramienia Partii Konserwatywnej. Reprezentował kolejno okręgi Preston (1865–1868), North Lancashire (1868–1885) i Blackpool (1885–1886). W 1874 r. został podsekretarzem stanu w Ministerstwie Wojny. W latach 1877–1878 był finansowym sekretarzem skarbu. W 1878 stanął na czele resortu wojny w gabinecie lorda Beaconsfielda. Odszedł z rządu w 1880. Pięć lat później, już za rządów lorda Salisbury’ego, powrócił tam, by pokierować ministerstwem kolonii (zastąpił na tym stanowisku własnego brata, ówczesnego 15. hrabiego Derby).
W 1886 otrzymał własną (niezależną od faktu, że był pierwszy w kolejce do tytułu brata) godność szlachecką barona Stanley of Preston. W tym samym roku został przewodniczącym Zarządu Handlu, będącego ówczesnym odpowiednikiem dzisiejszego ministerstwa gospodarki. W 1888 uzyskał nominację na gubernatora generalnego Kanady. Pełniąc to formalnie najwyższe stanowisko w kraju unikał nadmiernego angażowania się w bieżącą politykę i starał się nadać swojemu urzędowi wymiar apolitycznego ojca narodu. Dużo podróżował po całej Kanadzie, zaś w 1892 ufundował puchar swojego imienia, który miał być wręczany zwycięzcom kanadyjskich amatorskich rozgrywek hokejowych. Trzydzieści cztery lata później, już po śmierci lorda Stanleya, trofeum zostało zaadaptowane na swoje potrzeby przez amerykańsko-kanadyjską NHL, obecnie najważniejszą ligę hokejową świata.
Na trzy miesiące przed upływem swojej gubernatorskiej kadencji Stanley odziedziczył wreszcie rodowy tytuł i stał się 16. hrabią Derby. Po powrocie do Anglii objął urząd Lorda Burmistrza Liverpoolu, był także pierwszym kanclerzem tamtejszego uniwersytetu. Pod koniec życia skupił się na działalności dobroczynnej.
Nagranie lorda Stanleya z 1888 jest prawdopodobnie najstarszym zachowanym do dziś zapisem dźwiękowym głosu polityka.

## Rodzina
31 maja 1864 r. poślubił lady Constance Villiers (1840 – 17 kwietnia 1922), córkę George’a Villiersa, 4. hrabiego Clarendon, i lady Katherine Grimston, córkę 1. hrabiego Verulam. Frederick i Constance mieli razem ośmiu synów i dwie córki:
- Katherine Mary Stanley (zm. 21 października 1871)
- Edward George Villiers Stanley (4 kwietnia 1865 – 4 lutego 1948), 17. hrabia Derby
- admirał Victor Albert Stanley (17 stycznia 1867 – 9 czerwca 1934)
- Arthur Stanley (18 listopada 1869 – 4 listopada 1947)
- Geoffrey Stanley (18 listopada 1869 – 16 marca 1871)
- Ferdinand Charles Stanley (28 stycznia 1871 – 17 marca 1935), kawaler Legii Honorowej i Orderu św. Michała i św. Jerzego, ożenił się z Alexandrą Fellowes, miał dzieci
- podpułkownik George Frederick Stanley(inne języki) (14 października 1872 – 1 lipca 1938)
- pułkownik Algernon Francis Stanley (8 stycznia 1874 – 10 lutego 1962), ożenił się z lady Mary Grosvenor, miał dzieci
- Isobel Constance Mary Stanley (2 września 1875 – 30 grudnia 1963), dama Królewskiego Orderu Wiktoriańskiego, żona generała Johna Gathorne’a-Hardy’ego, miała dzieci
- podpułkownik Frederick William Stanley (27 maja 1878 – 9 sierpnia 1942), ożenił się z lady Alexandrą Acheson, miał dzieci